# Venkatapura
Venkatapura é uma vila no distrito de Uttara Kannada, no estado indiano de Karnataka.

## Demografia
Segundo o censo de 2001, Venkatapura tinha uma população de 5968 habitantes. Os indivíduos do sexo masculino constituem 48% da população e os do sexo feminino 52%. Venkatapura tem uma taxa de literacia de 73%, superior à média nacional de 59,5%: a literacia no sexo masculino é de 76% e no sexo feminino é de 70%. Em Venkatapura, 15% da população está abaixo dos 6 anos de idade.